# Trolleybus de Minsk

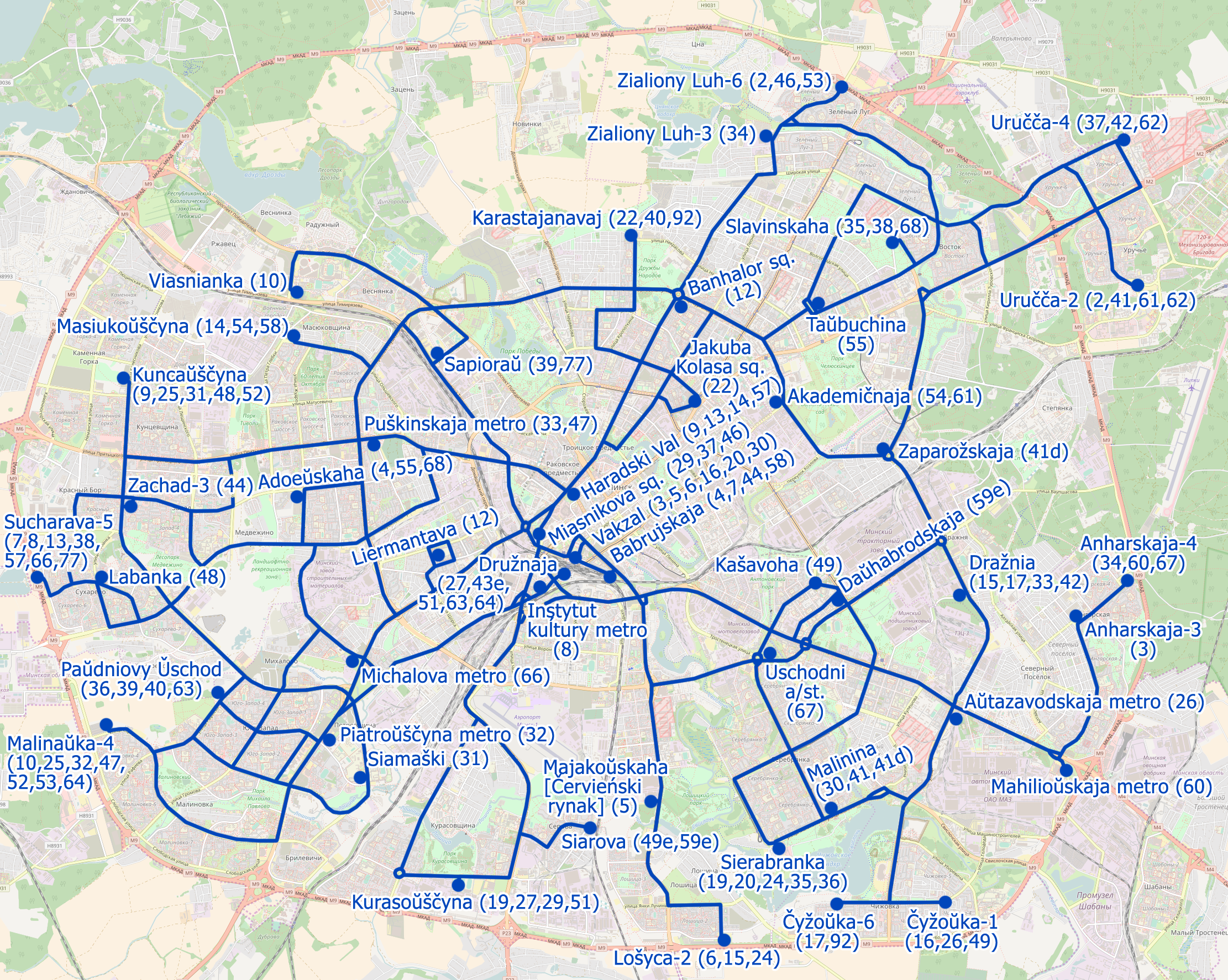

Le trolleybus de Minsk est un réseau de trolleybus qui dessert l'agglomération de Minsk, en Biélorussie.

## Galerie

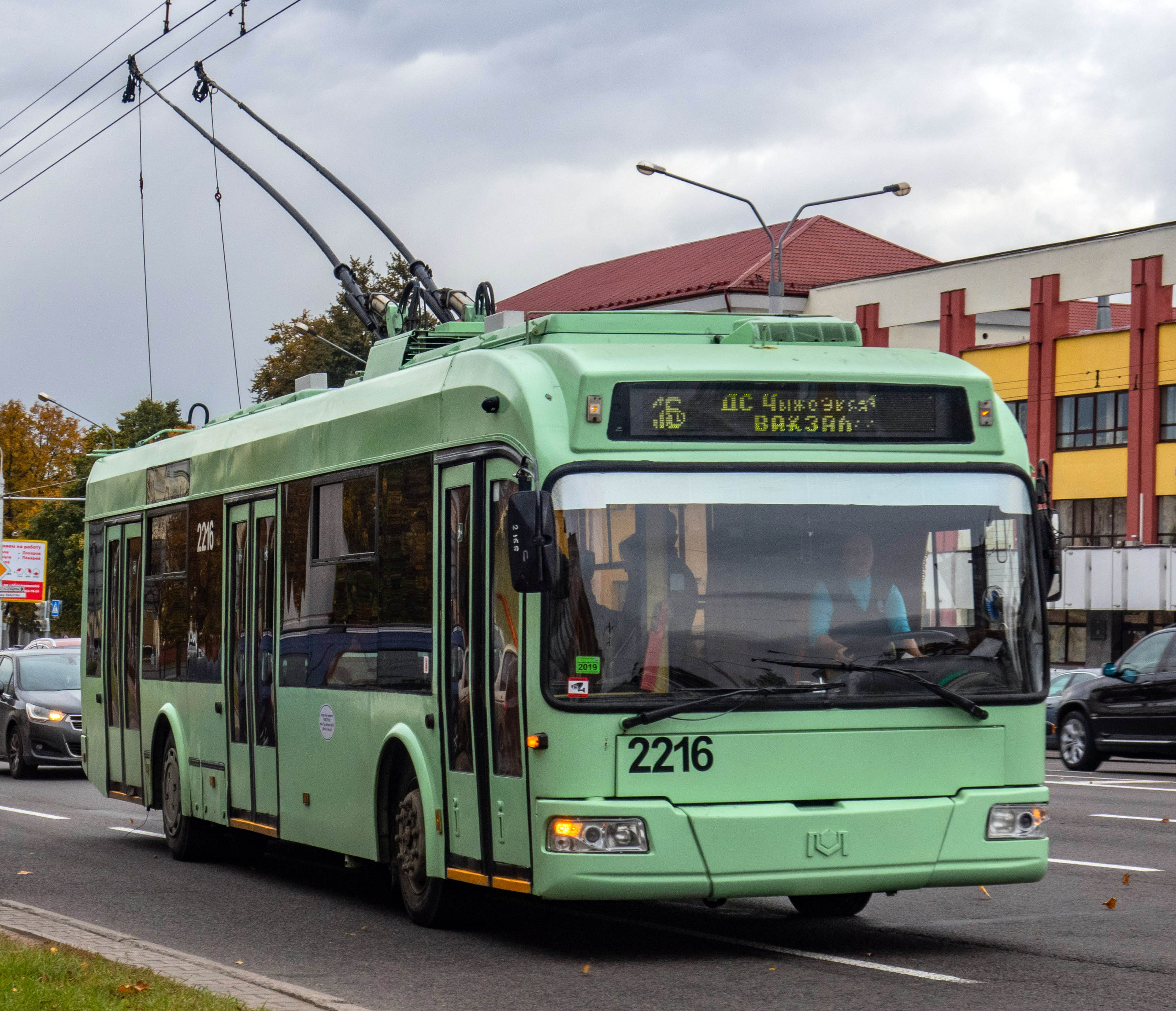
Trolleybus AKSM-321
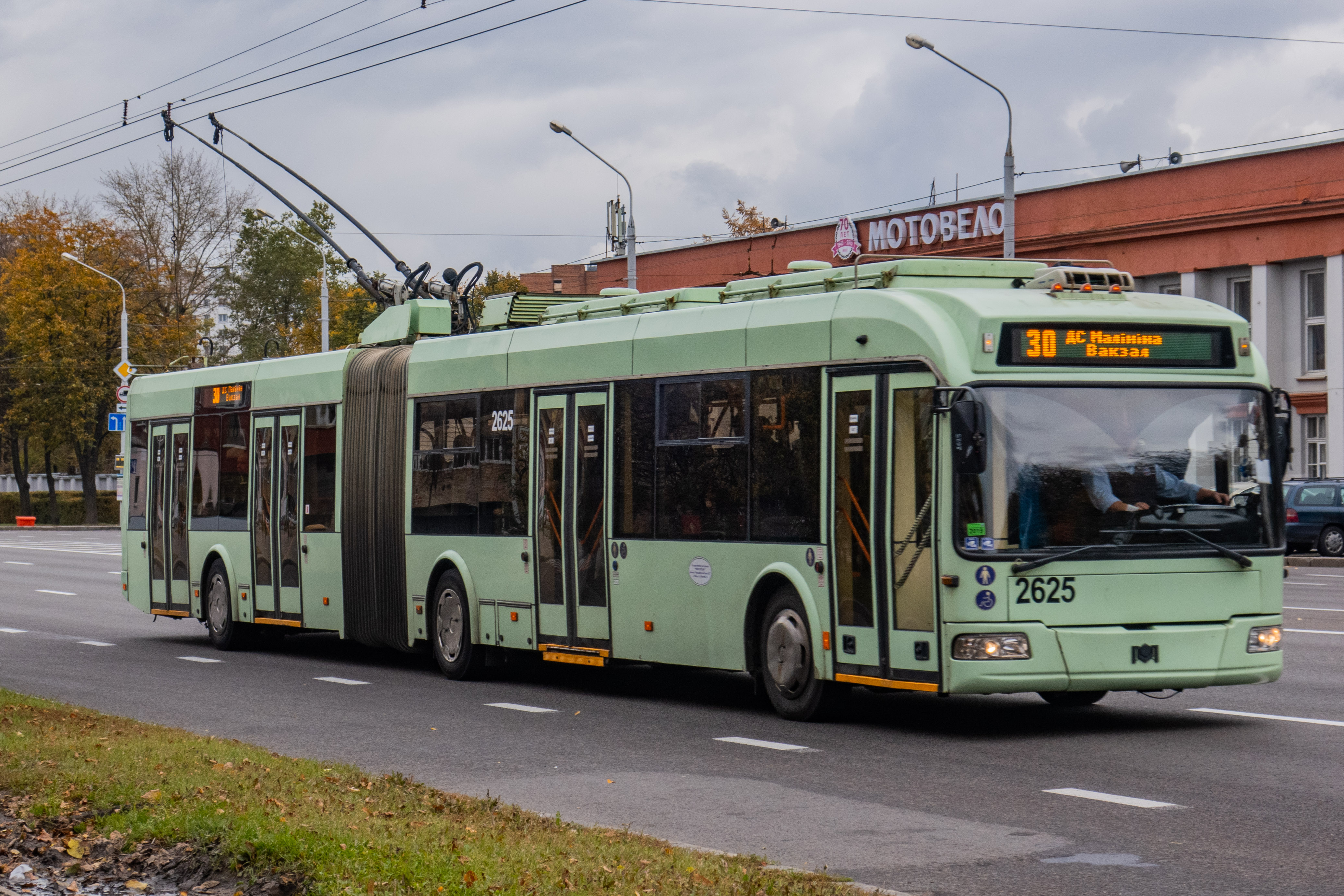
Trolleybus AKSM-333
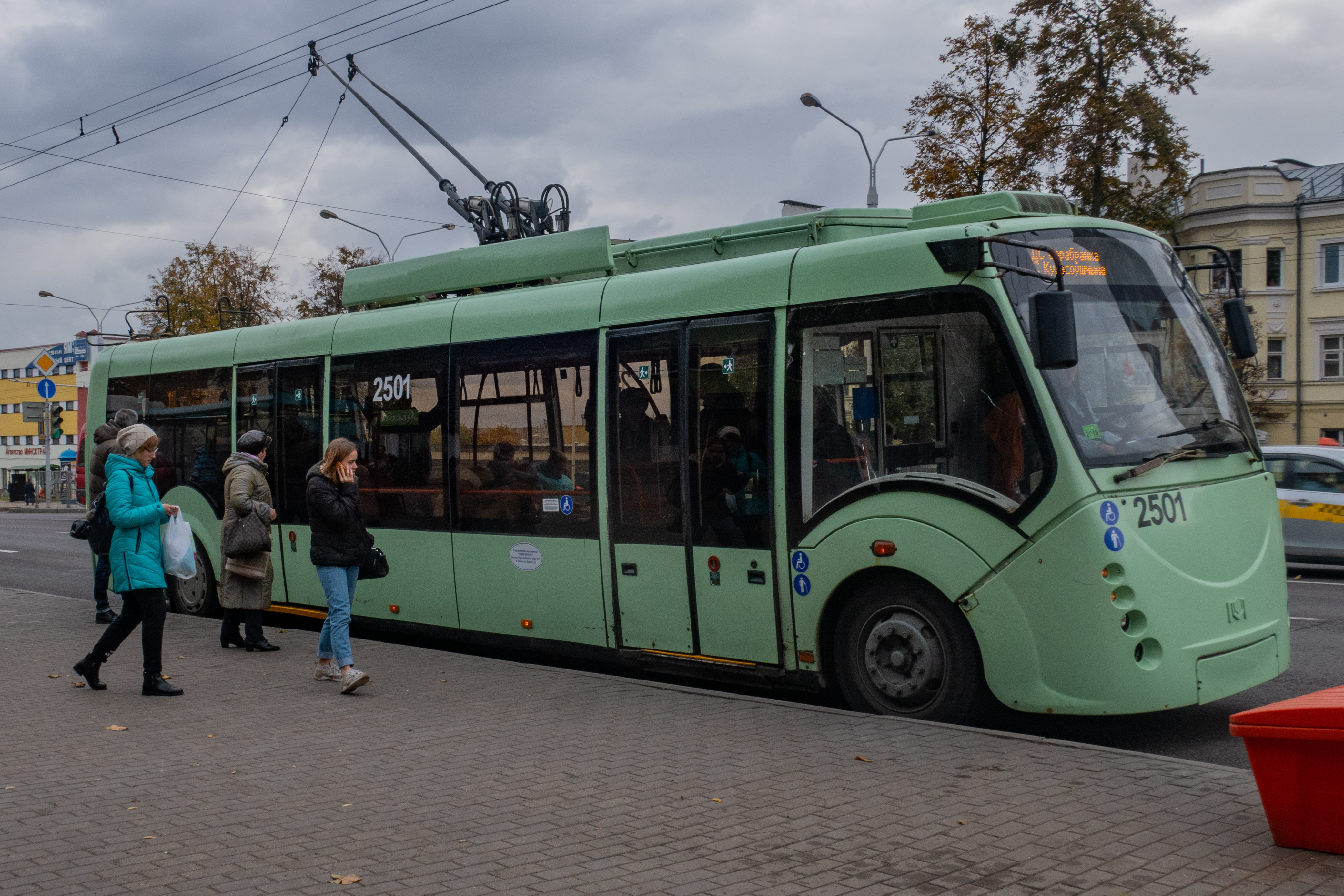
Trolleybus AKSM-420
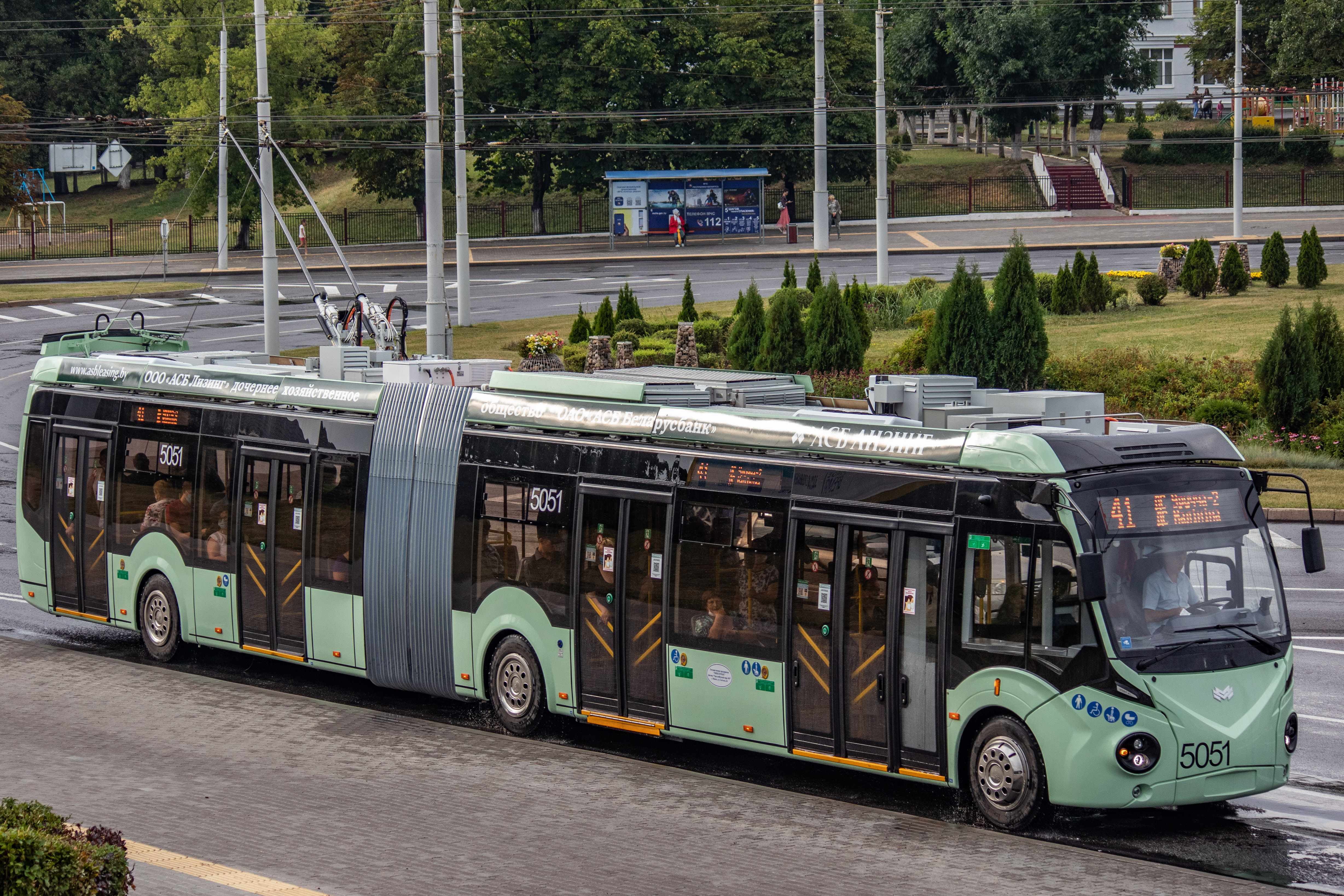
Trolleybus AKSM-43300D
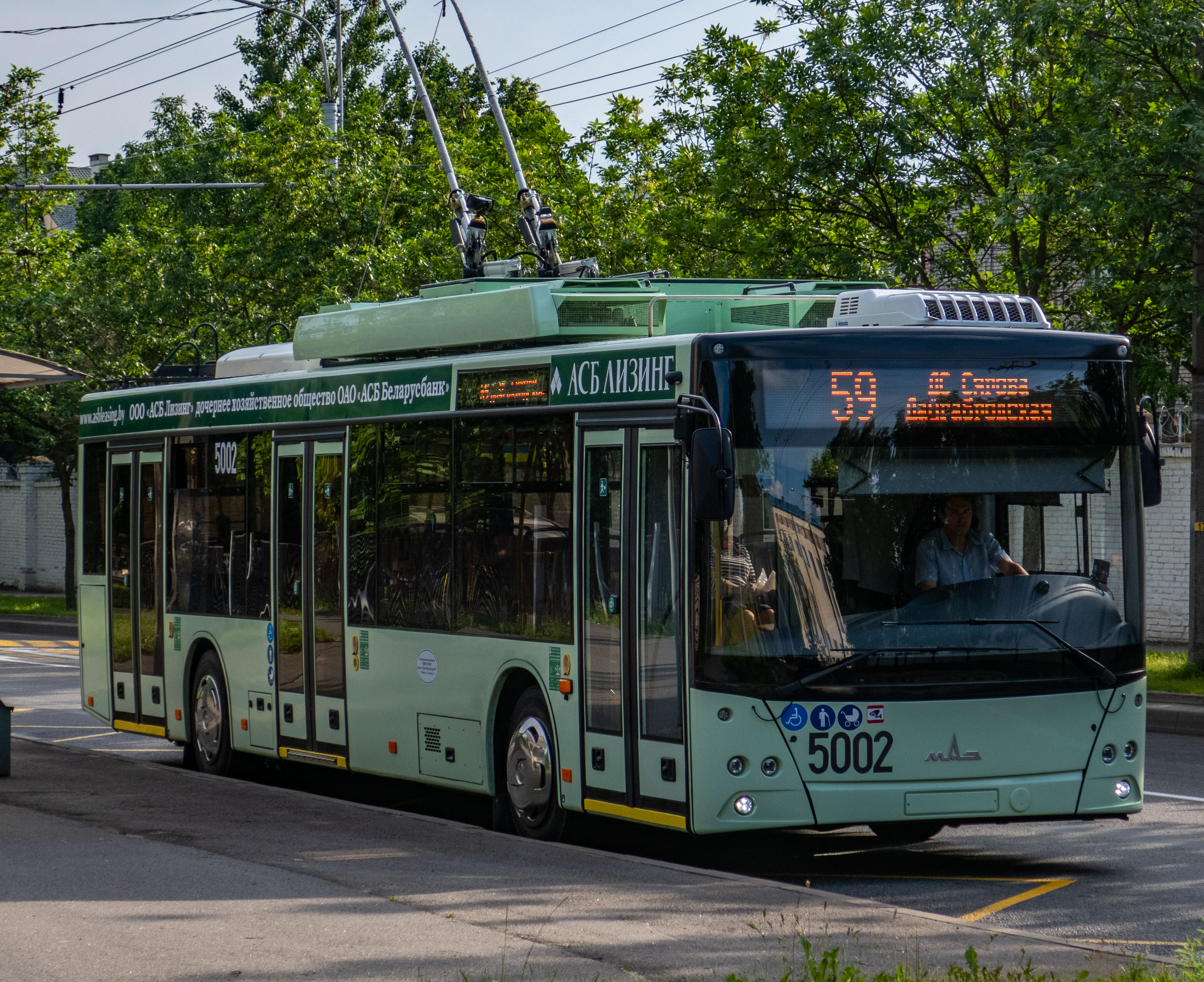
Trolleybus MAZ-203T70